# British thermal unit
British thermal unit (zkráceně BTU nebo Btu; česky britská tepelná jednotka) je tradiční jednotka energie v angloamerické měrné soustavě. 1 BTU odpovídá 1 055,05585 J. Je to přibližně takové množství energie, které je potřeba pro ohřátí 1 britské libry vody z 39,2 na 40,2 °F  (ze 4 na 4,56 °C). BTU se často používá v energetice, v oblasti generování páry a v průmyslu vytápění a klimatizace. Ve vědeckém kontextu byla BTU ve značné míře nahrazena jednotkou soustavy SI (tedy joule), používá se však jako míra produkce energie v zemědělství (BTU/kg). Stále se neoficiálně používá i v anglicky mluvících zemích s metrickým systémem (např. v Kanadě), navíc zůstává standardní jednotkou pro posuzování výkonnosti klimatizačních jednotek, a to i v neanglicky mluvících zemích (např. včetně Česka).
V Severní Americe se termín „BTU“ používá pro popis výhřevnosti (energetického obsahu) paliv a také pro výkon topných a chladicích systémů, například pecí, vařičů, grilů nebo klimatizačních jednotek. Používá-li se jako jednotka výkonu, správně je BTU za hodinu (BTU/h), i když se někdy užívá jen „BTU“.
Označení BTU se používá i na komoditních burzách, kdy například cena zemního plynu je udávána jako $/BTU.
Jednotka MBTU je definována jako tisíc BTU, podle římského numerického systému, kde M znamená tisíc. To se může snadno plést s předponou mega (M) v systému SI, která znamená milion. Proto se v mnoha případech používá pro milion BTU označení MMBTU. Existují také termíny therm pro 100 000 BTZ a quad pro 1015 BTU.

## Definice
BTU je definována jako množství tepla potřebného ke zvýšení teploty 1 libry kapalné vody o 1 °F při konstantním tlaku 1 atmosféry. Podobně jako v případě kalorie, i u BTU existuje více různých definic, které se liší teplotou vody. Vzájemná odchylka činí až 0,5 %. BTU přibližně odpovídá množství tepla vzniklého spálením jedné zápalky nebo množství energie potřebné ke zdvižení tělesa o hmotnosti 1 libry do výšky 778 stop.
| Teplota       | Ekvivalent BTU v joulech | Poznámky |
| ------------- | ------------------------ | --- |
| 39 °F         | ≈ 1059,67                | Používá kalorii pro teplotu vody při její maximální hustotě (4 °C). |
| průměr        | ≈ 1055,87                | Používá průměr hodnoty kalorie pro celý rozsah teplot, kdy je voda kapalná (0 až 100 °C). |
| IT            | ≡ 1055,05585262          | Nejšířeji používaná BTU, používá definici kalorie podle International [Steam] Table (IT), jak byla stanovena na Fifth International Conference on the Properties of Steam (Londýn, červenec 1956), tj. přesně 4,1868 J. |
| ISO           | ≡ 1055,056               | Mezinárodní standard ISO 31-4 Quantities and units—Part 4: Heat, Appendix A. Používá hodnotu IT kalorie a zaokrouhluje na realistickou přesnost.                                                                        |
| 59 °F         | ≡ 1054,804               | Převážně v USA. Používá definici kalorie při 15 °C, definovanou nyní přesně na 4,1855 J (Comité international 1950; PV, 1950, 22, 79–80)                                                                                |
| 60 °F         | ≈ 1054,68                | Převážně v Kanadě. |
| 63 °F         | ≈ 1054,6                 | |
| termochemická | ≡ 1054,35026444          | Používá „termochemickou kalorii“ s hodnotou přesně 4,184 J |

## Převody
Jedna BTU je přibližně:
- 1,054 až 1,060 kJ
- 0,29278 až 0,29444 W·h
- 252 až 253 cal
- 25 031 až 25 160 ft·pdl
- 778 až 782 ft·lbf

Další převody:
- U zemního plynu je 1 MMBtu (1 milion BTU, někdy se uvádí mmBTU; v těchto jednotkách je zemní plyn obchodován na komoditních burzách) konvenčně 1,054615 GJ. Naopak 1 GJ je ekvivalentem 26,8 m3 plynu při definované teplotě a tlaku. Tedy 1 MMBtu = 28,263682 m3 (za definovaných podmínek).
- 1 krychlová stopa zemního plynu poskytuje ≈ 1030 BTU (mezi 1010 BTU a 1070 BTU, podle kvality).